# Saint-Loup (Ródano)
Saint-Loup foi uma comuna francesa na região administrativa de Auvérnia-Ródano-Alpes, no departamento de Ródano. Estendia-se por uma área de 9,65 km². Em 2010 a comuna tinha 979 habitantes (densidade: 101,5 hab./km²).
Em 1 de janeiro de 2019, passou a formar parte da nova comuna de Vindry-sur-Turdine.